# Metadata facility para Java
O Metadata Facility para Java é uma especificação para Java que define uma API para campos, métodos e classes com anotações como tendo atributos particulares que indicam que eles podem ser processados de maneiras específicas pelas ferramentas de desenvolvimento, pelas ferramentas de implantação ou pelas bibliotecas de tempo de execução.
A especificação foi desenvolvida sob o Java Community Process como JSR 174 e foi lançada como uma parte do J2SE 5.0 (Tiger).